# Філіпп Пляйн
Філіп Пляйн (анг. Philipp Plein) — німецький модельєр і засновник компанії Phillip Plein International Group, у яку входять бренди Philipp Plein, Plein Sport і Billionaire Couture. Пляйн попрацював з безліччю знаменитостей, серед яких — Міша Бартон, Ліндсі Лохан, Снуп Догг, Рита Ора, Наомі Кемпбелл, Іггі Азалія, Грейс Джонс, Теофилус Лондон, Фергі, Джеремі Мікс і Флойд Мейвезер.

## Кар'єра
Навчаючись на юриста, зацікавився дизайном меблів. Незабаром його проєкти привернули увагу експертів в сфері оформлення інтер'єрів. 1998 року заснував свою компанію в Мюнхені, Німеччина.
Після виготовлення меблів залишалось багато обрізків екзотичної шкіри, через що Пляйн став створювати сумки та інші аксесуари. Ці вироби стали продаватися разом з меблями його виробництва.
2003 року йому запропонували створити дизайн лаунжу для Moet & Chandon на німецькій виставці CPD Düsseldorf, де він також отримав можливість продавати свої аксесуари. Перший іменний бренд в повсякденному одязі з'явився на світ через рік після початку праці, тоді як запуск сьогоднішнього лейбла розкішного одягу прет-а-порте Philipp Plein відбувся в 2008 році.

## Бренди
У перших колекціях Пляйна були вінтажні піджаки в стилі мілітарі з вишивкою з черепів зі стразами Swarovski, які він продавав в Maison et Objet в Парижі.
2006 року з'явилася лінійка аксесуарів, а 2008 року відбувся запуск колекції Couture.
У 2008 році на модному шоу «Топ-модель по-німецьки» Філіп Пляйн представив свою колекцію «хеві-метал». 2009 року у співпраці з Mattel він створив ляльку Барбі Philipp Plein і представив її під час святкування 50-річного ювілею Барбі на Нюрнберзькій виставці іграшок.
У тому ж році були відкриті перший магазин в Монте-Карло і перший шоу-рум в Мілані.
У 2010 році відкрилися бутики Пляйна у Відні, Москві, Сан-Тропе, Каннах та Кіцбюелі, а також шоу-рум в Дюссельдорфі. Модний показ колекції жіночого одягу Весна-літо 2011 дебютував на Тижні моди в Мілані у вересні. Місцем проведення стала секуляризированное церква XVI століття, прикрашена білими трояндами. На афтепаті діджей-сет відіграв сам П'єр Саркозі, він же став обличчям рекламної кампанії для чоловічої колекції Весна-літо 2011.
Послом колекції осінь-зима 2010 стала Міша Бартон, а Ліндсі Лохан представила рекламну кампанію Весна-Літо 2012. У 2011 році відкрилися бутики бренду в Форте-Дей-Мармі і Дюссельдорфі, а також шоу-рум в Гонконзі.
У 2012 році відкрилися десять бутиків в Марбельї, Москві (Crocus), Баку, Мілані, Дубаї, Санкт-Петербурзі, Сеулі, Макао, Амстердамі та Берліні.
У 2012 році Пляйн підписав угоду з футбольним клубом «Рома» про створення форми для гравців на сезон 2012/2013 і чотири наступні сезони.
2013 року роздрібна мережа розширилась з відкриттям магазинів в Порто-Черво, Москві, Парижі, Маямі, Касабланці, Куршевелі, Києві, Ханчжоу, Сеулі і Нью-Йорку.
2014 року відкрилися магазини в Гонконгу, Лос-Анджелесі, Нью-Йорку, Бодрумі, Досі і на Ібіці, а також перший дьюті-фрі Пляйна в аеропорту Відня. Чоловіча колекція Осінь-Зима 2014 була створена продюсером модних показів Етьєном Руссо.
Модний показ чоловічої колекції Весна-Літо 2015 і афтепаті відбулися в покинутому басейні, відреставрованому спеціально для шоу.
У лютому 2017 року відбулися покази чоловічої і жіночої лінії одягу Осінь-Зима 2017/2018 в рамках Тижня моди в Нью-Йорку.
У травні 2017 року провів показ круїзної колекції 2018 на своїй віллі в Каннах під час Каннського кінофестивалю.
У червні 2017 року відбулися три покази для кожного бренду Пляйна на Тижні чоловічої моди в Мілані, де були продемонстровані колекції Philipp Plein, Plein Sport і Billionaire Couture.